# Relson Gracie
Relson Gracie (Rio de Janeiro, 28 de março de 1953) é um lutador profissional de Jiu-Jitsu brasileiro aposentado e personalidade de artes marciais. Ele é um membro da Família Gracie. Relson atualmente vive no Havaí, onde ele ainda ensina Gracie Jiu-Jitsu em sua academia, em Honolulu.
Relson é o segundo filho mais velho de Hélio Gracie, que, juntamente com Carlos Gracie, é creditado por inovar o Judô Kodokan ensinada por Mitsuyo Maeda para o que hoje é conhecido como Jiu-jitsu brasileiro ou Gracie Jiu-Jitsu. Relson começou a aprender a arte da Gracie Jiu-Jitsu, com a idade de dois anos, começou a competir com a idade de 10, e ganhou sua faixa preta, quando ele tinha 18 anos. Ele foi 22 anos invicto como o Campeão Nacional de Jiu-Jitsu.
Embora as técnicas de Relson estejam profundamente enraizadas na Gracie Jiu-Jitsu, Relson também utiliza técnicas "de rua". Relson evoluiu seu Jiu-Jitsu para ajudar a defender-se em situações de sobrevivência de onde não existem regras.
Relson é uma das poucas pessoas no mundo a possuir o 9º grau faixa vermelha na arte do Jiu-Jitsu brasileiro.
Relson também ensinou auto-defesa para o Exército dos EUA, Serviço Secreto, DEA, FBI e agências policiais locais em todo os Estados Unidos.

## Biografia
Relson nasceu em 1953, um ano após os Gracie abrirem a Academia Gracie no Rio de Janeiro. Em 1962, Helio Gracie (pai de Relson) realizou o primeiro Campeonato do mundo de Gracie Jiu-Jitsu no Rio de Janeiro, onde Relson competiu com 10 anos de idade. Relson foi campeão brasileiro tanto na categoria de peso a sua própria e a divisão aberta para um número sem precedentes de 22 anos. Pelo seu recorde e sucesso no Gracie Jiu-Jitsu ganhou o nome de "Campeão".
Em 1975, com 22 anos abriu sua primeira academia de Jiu Jitsu, Ilha Clube Jardim Guanabara (ICJG). Durante esse tempo, Relson ensinou tanto na ICJG quanto na Academia Gracie Humaitá.

## Crescimento do Gracie Jiu-Jitsu
No meio dos anos 70 o Gracie Jiu-Jitsu continuou a crescer em popularidade, e em 1978, mudou-se para Academia Gracie no Bairro do Flamengo, uma área no Rio de Janeiro, Brasil. Em 1982, Relson e seu irmão Rickson Gracie começaram a competir e vencer torneios de faixa-preta de Jiu Jitsu em suas respectivas categorias de peso (83 kg e 77 kg, respectivamente) e peso livre, bem como, muitas vezes compartilharam o primeiro e segundo lugar. Peso livre são divisões em torneios onde competidores de qualquer peso podem concorrer.
A família Gracie também teve sucesso em lutas de Vale-tudo e outras competições. Em 25 de abril de 1980, Rickson Gracie, derrotou Rei Zulu por mata-leão. Rei Zulu foi novamente derrotado em janeiro de 1984 por Rickson, durante seu segundo encontro. Relson treinou Rickson para os dois eventos, e depois seria ele a enfrentar Rei Zulu, porém declinou a luta atendendo ao desejo de Hélio de fazer Rickson o campeão da família Gracie.

## Mudança para os Estados Unidos
Em 1985, mudou-se do Rio de Janeiro para Monterey, na Califórnia. Em Monterey Relson ensinou no Instituto de Terapia Eseline por um ano e meio. Em junho de 1988 ele se mudou para Honolulu e continuou a ensinar.
Nos anos pré-UFC, o Gracie Jiu-Jitsu era relativamente desconhecida fora do Brasil. Relson dava aulas na sua garagem à noite depois de um dia duro de trabalho na indústria da construção. No entanto, a eficácia e os benefícios do Jiu-Jitsu logo se espalharam por toda a ilha de Oahu, e no mesmo ano, ele expandiu suas aulas para instalações esportivas da Universidade do Havaí em Manoa por causa da demanda crescente até 1996, enquanto continuava a ensinar de sua garagem.
Relson organizou o primeiro torneio fora do Brasil em Honolulu em 1992.

## Envolvimento com o MMA
Em 1993, O UFC realizou o seu primeiro evento, o UFC 1, que iria lançar a carreira de Royce Gracie.
Antes do UFC 1, Royce era apenas o irmão mais novo de Rorion e Relson. Relson ajudou Royce no treinamento para o evento. O estilo de Relson foi, e ainda é, ideal para um tipo de luta com regras ilimitadas. Royce venceu três dos quatro primeiros eventos do UFC. No entanto, com o estabelecimento das regras unificadas do MMA e a nova ênfase no treinamento dessa luta por outros concorrentes (além de mudanças de regras para o UFC 5), muitas das técnicas de Relson já não seriam tão eficazes.

## Torneios nos anos de 1990 e depois
Em 1997, Relson Gracie trouxe uma equipe do Havaí para o segundo Campeonato Mundial de Jiu-Jitsu e tornou-se o primeiro time fora do Brasil a ganhar uma divisão. Dois dos estudantes de Relson, Kendall Goo e Kelly Matsukawa, ficaram em primeiro lugar e em segundo lugar na Faixa Azul Adulto.
Em 2000, o Relson Gracie Team juntou forças com a Gracie Humaitá no Pan-Americano de Jiu-Jitsu na Flórida, obtendo o primeiro lugar nas divisões Feminino e Master/Idosos, segundo lugar na juvenil e em 3 º no Adulto.
Após as alterações às regras comuns para a maioria dos torneios de Jiu Jitsu, Relson sentiu que torneios começaram deixar os princípios do Gracie Jiu-Jitsu de que seu pai havia idealizado. Relson decidiu colocar menos ênfase em colocar a sua equipe para competir e dando mais ênfase para a verdadeira essência do Gracie Jiu-Jitsu.